# Anosmie
Anosmie, anosmia, anodmie of anosfresie is het gebrek aan reukzin, oftewel de afwezigheid van de mogelijkheid te kunnen ruiken. De aandoening kan zowel van tijdelijke aard als permanent zijn. Anosmie betekent niet altijd dat men helemaal niets meer kan ruiken. Het is ook mogelijk anosmie te ontwikkelen voor enkele specifieke geuren.

## Symptomen
Niet of slechts beperkt kunnen ruiken.

## Diagnose
Anosmie kan worden vastgesteld middels een geurtest met een aantal basisgeuren zoals koffie, citroen, vanille, kaneel, alcohol en ammoniak. Indien de geurtest negatief uitvalt, zal in de meeste gevallen verder onderzoek gedaan worden. In de vorm van een MRI- of CT-scan worden deze onderzoeken uitgevoerd. Dit vervolgonderzoek is noodzakelijk om vast te stellen of de anosmie van tijdelijke of blijvende aard is, en of er behandelmethodes beschikbaar zijn voor de oorzaak.

## Oorzaken
Een tijdelijke vorm van anosmie kan het gevolg zijn van een verstopte neus (bijvoorbeeld door een verkoudheid) of door een (allergische) ontsteking van de slijmvliezen in mond-, keel- en neusholten. Permanente anosmie treedt op na het afsterven van zenuwen in het reuksysteem, hetzij spontaan hetzij geforceerd door bijvoorbeeld radiotherapie, of door hersenbeschadiging. Anosmie kan ook aangeboren zijn als gevolg van een genetische afwijking.
Andere oorzaken van anosmie kunnen zijn:
- Roken
- Ouderdom
- Zeldzame bijwerking antibiotica
- Polyposis nasi (Poliepen)
- Verkeerd medicijngebruik
- Ziekte van Alzheimer
- Ziekte van Parkinson
- Inademen van gifstoffen
- Syndroom van Kallmann
- Ongevallen (met zware hersenschudding, hersenkneuzing of schedelbasisfractuur tot gevolg)
- COVID-19

## Gevolgen
Mensen bij wie anosmie plotseling optreedt, kunnen vaak alleen proeven wat de tong waar kan nemen: bitter, zoet, zout, zuur en umami. Mensen waarbij anosmie aangeboren is, hebben vaak wel een soort smaak ontwikkeld.
Er is nog maar weinig zuiver wetenschappelijk onderzoek verricht naar de psychische effecten die anosmie heeft op mensen die tijdens hun leven, meestal na de middelbare leeftijd, door deze aandoening getroffen worden. Ook ontbreken er concrete cijfers over het aantal mensen dat aan deze aandoening lijdt. Het is een verborgen kwaal, waarop niet altijd adequaat gereageerd wordt door huisartsen, omdat anosmie geweten wordt aan een allergische aandoening of een reactie op medicijngebruik, waartegen weinig of niets te doen is. Het gemis van reuk en smaak wordt door veel betrokkenen als zeer beperkend ervaren. 
Het hebben van anosmie is niet ongevaarlijk, omdat de reukzin de mens beschermt tegen bedorven voedsel, brand(lucht), oververhitting, aanbranden van voedsel, een lekkend gasfornuis, benzine(lucht) en dergelijke.

## Trivia
Gedurende de Middeleeuwen werd er vaak een relatie gelegd tussen een ziekte en een heilige, die dan als patroonheilige functioneerde. Tegen tandpijn bijvoorbeeld riep men de heilige Apollonia van Alexandrië aan. Voor lijders aan anosmie is geen beschermheilige bekend, maar in aanmerking zou kunnen komen de heilige Bernard van Clairvaux, in wiens biografie in de Gulden legende wij lezen dat hij door het vele vasten zijn smaak verloren had: “Hi hadde sijnre kelen begheerte so ghetamt dat hi in vele manieren sinen smaec verloren hadde.” (Hs. KB Brussel 15140, fol. 257ra) en daarom niet (meer) wist wat hij at.